# Chlorocypha rubida
Chlorocypha rubida – gatunek ważki z rodziny Chlorocyphidae.